# Toxina botulinică
Toxina botulinică sau Botox este o neurotoxină de natură proteică, fiind o exotoxină de origine bacteriană, care acționează la nivel neuronal, prin blocarea impulsurilor transmise prin nervi de la creier la mușchi. Toxina este produsă de Clostridium botulinum care în trecut era deosebit de periculoasă prin intoxicații alimentare. În prezent este folosit bineînțeles în diluții mari în medicină ca medicament relaxant muscular. Doza letală LD50 la om fiind de 30 picograme/kg sau ca injecție subcutanată de 3 nanograme/kg greutate corporală. Toxina botulinică fiind în prezent cea mai toxică substanță cunoscută, urmată de toxina tetanică, produsă de Clostridium tetani.
În ultimul timp, un mare avânt a luat injectarea toxinei botulinice pentru tratamente estetice, reducerea ridurilor, transpirației excesive. Astfel de produse sunt Botox, Aneurin, Dysport, Xeomin. Efectele estetice durează, în general, între 3 și 6 luni.

## Efecte secundare
În timp ce toxina botulinică este, în general, considerată sigură într-un cadru clinic, pot exista efecte secundare grave datorate utilizării acesteia. Cel mai frecvent, toxina botulinică poate fi injectată într-un grup de mușchi greșit sau se poate răspândi de la locul injectării, provocând paralizia mușchilor involuntați.
Efectele secundare ale utilizării cosmetice sunt, în general, rezultatul unei paralizii neintenționate a mușchilor faciali iar acestea includ paralizie facială parțială, slăbiciune musculară și probleme de înghițire. Efectele secundare nu se limitează doar la paralizia directă și pot include, de asemenea, dureri de cap, simptome asemănătoare gripei și reacții alergice. Așa cum tratamentele cosmetice durează doar câteva luni, efectele paralizante pot avea aceeași durată de viață. Cel puțin în unele cazuri, aceste efecte sunt raportate să disipeze în săptămânile după tratament.